# Канск
Канск — город (с 1822) в Красноярском крае России. Административный центр Канского района (муниципального округа), в состав которого не входит, образует Канский городской округ как единственный населённый пункт в его составе, а также административно-территориальную единицу (город краевого подчинения).
Город расположен в Восточной Сибири, восточной части Красноярского края, в центре лесостепной Канско-Рыбинской котловины, на обоих берегах реки Кан (правый приток Енисея) в 220 км к востоку от Красноярска.
Административный центр Канского района Красноярского края (в состав которого не входит). Площадь муниципального образования составляет 100,66 км², площадь собственно города — 50,3 км². Население — 85 182 чел. (2025). По численности населения является четвёртым городом после Красноярска, Норильска и Ачинска и одним из крупнейших городов края.
Один из важнейших промышленных и культурных центров Красноярского края. Самый восточный город края, имеет неофициальный статус «восточной столицы Красноярского края».
Основан в 1636 году в качестве острога и оборонительного сооружения от набегов енисейских киргизов, с 1822 года имеет статус города. Является одним из старинных городов Восточной Сибири.

## Этимология
Название города происходит от названия реки Кан, на которой и расположен город.

## История

### Российское царство
Канск имеет древнюю историю развития и богат памятниками историко-архитектурного наследия.
До основания Канского острога эти земли были заселены людьми. В черте города обнаружено 10 археологических объектов: древняя стоянка верхнего палеолита (XXV—XII тыс. до н. э.), стоянка раннего неолита (IX—VII тыс. до н. э. — I тыс. н. э.). Девять многослойных стоянок эпохи неолита (V—IV тыс. до н. э.), раннего железного века и Средневековья (II—I тыс. до н. э. — I тыс. н. э.) также расположены в Канске.
История города начинается с 1628 года. Атаман Ермак Остафьев по распоряжению Андрея Дубенского поставил у Комаровских порогов на реке Кан зимовье, которое предназначалась для сбора ясака с местных жителей. Для исследования этих земель сюда прибыли енисейские атаманы Василий Тюменцев и Микола Перфильев. Первое казачье зимовье не позволило выполнить им основной задачи сбора ясака. Одной из причин тому послужила отдалённость места зимовья от основных миграционных путей местных племён кочевников. По мнению краеведов, эти пути проходили несколько выше по Кану. Уже на следующий год русские казаки предпринимают попытку более прочного закрепления на канских берегах и двигаются вверх по реке. Также острог выступал как база в продвижении русских землепроходцев на юго-восток.
В 1636 году атаман Михаил Кольцов с 50 казаками поставил новый острог ниже Братского перевоза. В 1640 году Канский острог перенесён на 43 км выше. Несколько раз подвергался пожарам. В первый раз острог был сожжён бурятами, отстроен вновь, а в 1677 году сожжён тубинцами. Со второй половины XVII века в острог ежегодно посылалось около 15 казаков.
Подобно Красноярску, Канск строился как крепость от набегов енисейских киргизов.
Изначально острог представлял собой деревянное оборонительное сооружение без башен. На протяжении долгого времени в Канском остроге отсутствовал постоянный гарнизон. Перенос острога на левый берег Кана долго не спасал русских казаков от набегов тувинцев и бурят. Набеги прекратились только после постройки Удинского острога на востоке и Абаканского острога на юге.
В первой половине XVIII века вокруг острога появляются деревни, заселённые русскими поселенцами. К 1735 году их было уже около 6.

### Российская империя
В 1717 году в Канск были переселены двадцать семей казаков из Красноярска. В 1720—1724 годах в Канском остроге было двадцать два двора, в которых жило 126 душ мужского пола. К 1722 году была построена единственная в Красноярском уезде ружная Спасская церковь.
С 1724 года по 1782 год Канск — центр Канского комиссарства и станка.
С 1782 года по 1822 год Канск — волостной центр Нижнеудинского уезда Иркутского наместничества (с 1798 — Иркутской губернии).
К 1735 году площадь острога была увеличена. Были построены новые стены, ров глубиной и шириной три аршина. В самом остроге построены сорок дворов, куда начинают переселяться крестьяне, ремесленники, торговцы. Первыми крестьянами Канска были Еремей Шиляев из Абаканского острога, Филат Дмитриев из деревни Павловской, и одинокий 44-летний ссыльный Иван Белых, из крепостных Московского уезда.
В первой четверти XVIII века выходят указы царя Петра I о развитии трактовых дорог в Сибири. В 1721 году распоряжением красноярского коменданта Д. Б. Зубова было произведено измерение расстояния от Красноярска до Иркутска. В отчёте этой экспедиции упоминается Канский острог. Особенность острога как военно-административного центра восточных земель Приенисейского края сказалась и на дальнейшем развитии города как некоего транспортного узла, через который проходил не только Московско-Сибирский тракт, но и дороги местного значения. Этому способствовал тот факт, что Канск не стал, как многие остроги Сибири, переселенческим пунктом, от которого бы русские растекались по окрестному району. Благодаря своему выгодному географическому расположению, русское население появлялось вокруг острога.
В 1740-х годах через Канск прошёл Сибирский тракт. В городе появилась почтовая станция. Началось подселение ссыльных крестьян.
Начиная с середины XVIII века Канск стал транзитным пунктом Московского тракта на участке Красноярск —Иркутск. Плодородные земли, начало золотопромышленности обусловили постепенный рост города. Основными занятиями жителей являлись земледелие и скотоводство, промышленность была развита слабо.
В 1782 году население Канска состояло из сорока одной ревизской души купцов и мещан, 264 ревизских души государственных крестьян и восьми посельщиков.
В ночь на 17 ноября 1772 года сгорела Спасская церковь. 16 августа 1780 года была заложена новая деревянная церковь. 30 сентября 1781 года была освящена церковь Нерукотворенного Спасителева Образа. 21 сентября 1797 года Красноярское духовное правление выдало разрешение на строительство каменного храма взамен деревянной церкви. Строительство началось 18 мая 1800 года. В 1805 году был освящён придельный храм Покрова Пресвятые Богородицы. Иконостас для нового храма расписывал известный иконописец Мартин Хозяинов. 5 июля 1814 года освящена каменная церковь во имя Нерукотворенного Спасителева Образа.
К первой половине XIX века развитие несколько ускорилось за счёт того, что царское правительство на короткий срок разрешило вольное переселение в Сибирь. Движение по тракту оживилось, и уже не только почта и каторжане двигались в сторону Дальнего Востока, но и крестьяне, желающие освоить новые богатые земли.
Ещё больший импульс в развитии города дало строительство железной дороги. В город пришла цивилизация. Между тем до начала Первой мировой войны город серьёзно рассматривался царским правительством как важнейший транспортный узел востока Сибири.
В декабре 1822 года Канск получил статус города, став окружным центром Канского округа (с 1879 года — Канского уезда) Енисейской губернии. В городе начинают появляться чиновники — в 1823 году семнадцать человек. Канск в это время состоит из двух кварталов, трёх улиц и трёх переулков, каменной приходской церкви, трёх казённых и двух общественных деревянных зданий. Имелись также 161 дом, три кабака, четыре магазина, больница, богадельня и уездное училище. Ремёслами занимаются 123 человека, торговлей — два человека. Население Канска в 1823 году составляло 1112 человек. После 1831 года в городе в соответствии с указом Сената открывается почтовое отделение.
В первые десять лет после получения статуса города в Канске насчитывалось два квартала, три улицы и три переулка, одна каменная приходская церковь, три казённых и два общественных деревянных здания, 161 обывательского дома, две полицейских будок, три кабака, четыре магазина, две кузницы, городская больница, богадельня и уездное училище.
В 1827 году в Канске открылось Духовное правление. Приходская церковь переименована в соборную. Духовное правление закрыли 27 августа 1857 года.
В 1847—1849 годах китайские купцы приобрели в Кяхте 133 933 юфтевых кож. Из них 6463 штук (около 4,8 %) имели канское происхождение. В 1850 году восемь из десяти купцов высших гильдий занимаются добычей золота.
К 1861 году Канск становится полноценным городом — появляются заводы: мыловаренный, кожевенный, два салотоплельных. В городе живут сорок три дворянина, девять купцов I и II гильдии. Население составляет 2486 человек.
В 1875 году в Канске введено Городовое положение. Избрано в городскую думу тридцать гласных и шесть членов Управы.
В Канске начинали свою деятельность известные купцы: Герасим Гадалов — основатель династии Гадаловых, купец 2-й гильдии Тимофей Савенков — отец археолога И. Т. Савенкова и другие.
В 1891 году по случаю приезда царя Николая II в городе была построена триумфальная арка «Царские ворота». В 1897 году открылось «Общество вспомоществования начальному образованию», открыта народная читальня.
К началу XX века в Канске было шесть кустарных кожевенных заводов, два свечных, один мыловаренный. Население в 1897 году составляло 7537 человек. Домов 534, из них всего два каменных, две каменные церкви, еврейская молельня. Действовали три училища, городской банк с капиталом 80 000 рублей.
В годы Первой революции 1905 года в городе была создана большевистская организация. В ней состояло 50 человек. Иногда она выступала как объединённая Канско-Иланская организация. В конце 1905 года в Канске проходит забастовка телеграфистов как ответная реакция на всероссийскую почтово-телеграфную стачку. Для подавления революционного движения по железной дороге в Сибирь было направлено две карательные экспедиции. 12 января 1906 года каратели прибыли в Канск, после этого в Иланский, где жестоко расправились с рабочими депо и их семьями. Было убито и ранено более 100 человек, свыше 150 рабочих заключено в тюрьму.
В 1906 году года купцом Коваловым в городе открыта первую типографию. В 1907 году была открыта женская гимназия. На восточной стороне Московской улицы закладывают Пушкинский сквер и начинают отсыпку Гоголевского проспекта, который вскоре соединил вокзал с центром города. В сквере находился летний театр. С ноября 1907 года строятся военные городки.
В 1910 году в Канске насчитывалось 13 932 жителя. С 1910 года вводятся попытки создать в городе кинематограф.
В 1911 году начал работать кинематограф «Фурор» купчихи А. П. Яковлевой на триста мест — первое культурное учреждение Канска.
С 1912 года в городе разрабатываются проекты и впоследствии строятся школы, училища, паровая мельница купца Филимонова.
К началу Первой мировой войны, примерно за 15 лет, население города выросло в два с половиной раза и составило в 1914 году 17500 человек. В городе появились новые промышленные предприятия: мельничные, кожевенные, мыловаренные и пивоваренные. В войне приняла участие канская полусотня под командованием пятидесятника Егора Кирилловича Васина. Во время войны в городе был создан лагерь для военнопленных, в котором зимой 1915—1916 года содержалось шесть тысяч человек.
В апреле — мае 1917 года власть в Канске перешла в руки объединённого Совета рабочих, крестьянских и солдатских депутатов во главе с Н. И. Коростелёвым. В период Гражданской войны Канск превратился в один из центров по руководству массовым партизанским движением: после того как в мае 1918 года был взят силами Чехословацкого корпуса, в нём создан подпольный штаб по подготовке вооружённого восстания. Начавшееся в декабре 1918 года восстание вскоре было подавлено колчаковцами. В январе 1920 года Канск перешёл к большевикам.
В мае 1920 года известный писатель-сатирик Ярослав Гашек, проживавший непродолжительное время в городе, женился здесь на дочери купца Львова.

### Советский период
В 1920 году в городе был создан профессиональный драматический театр — один из старейших в Красноярском крае. Начинается национализация: национализированы кинотеатр «Фурор», впоследствии «Кайтым» и мельница купца Филимонова, впоследствии государственная мельница № 4.
С 9 декабря 1925 года по 30 июля 1930 года Канск — окружной центр Канского округа Сибирского края. Затем входил в состав Восточно-Сибирского края. С 1934 года — районный центр Красноярского края.
Начиная с 1920-х годов в Канске начинается индустриализация. В 1926 году был образован лесопильный завод, появилась первая тюрьма. В 1927 году построились электростанция, предназначенная для снабжения электричеством города и близлежащих поселений; новый корпус кожевенного завода, артель «Сибиряк»; педагогический техникум — первое среднее специальное учебное заведение города. В 1928 году образованы нефтебаза и мясокомбинат. В 1929 году было основано Канское лесопромышленное хозяйство, основными задачами которого были — заготовка, сплав и доставка древесины.
В 1930-е годы в Канском округе начинается коллективизация. Для подготовки специалистов для сельского хозяйства в 1930 году был открыт сельскохозяйственный техникум. В 1931 году запускаются первый цех лесозавода и электростанция на берегу реки Кан, кожевенный завод стал называться Шорно-сдельной фабрикой. В 1932 году развитие получила телефонная связь. В 1933 году началось строительство мукомольно-крупяного завода, завершившееся на следующий год, продукция Канского лесозавода стала поступать на экспорт. В 1935 году решением Министерства образования РСФСР педагогический техникум переименован в педагогический институт, на базе мельницы № 4 создан второй мукомольный завод.
В 1936 году был построен автомобильный мост через реку Кан, который не только связал левобережную часть города с необжитой правобережной, но и повлиял на её дальнейшее промышленное освоение. В этом же году был открыт библиотечный техникум. В 1937 году был сдан в эксплуатацию железнодорожный мост через Кан, который обеспечил двустороннее движение поездов; были открыты малярийная станция, диспансеры, новый родильный дом, Дом ребёнка, молочная кухня, детская и женская консультации, было организовано медицинское училище. В 1938 году закрыта Спасская церковь, в её здании организован аэроклуб. К концу 1930-х годов население Канска насчитывала более 40 тысяч человек.

### Великая Отечественная война
В 1940 году Канск, наряду с Ачинском, стал городом краевого подчинения. К тому моменту в городе насчитывалось пятнадцать школ и пять средних специальных учреждений. Появляется трикотажная фабрика.
В 1941 году начинается строительство военного аэродрома недалеко от села Чечеул. Многие общественные здания города были отданы под военные госпитали. Построена кондитерская фабрика.
Во время войны в городе были сформированы стрелковые дивизии, бомбардировочный авиаполк, лыжные батальоны. Более 20 тысяч жителей Канска и Канского района ушли на фронт и более половины не вернулось.
С первого дня Великой Отечественной войны в военкомат образовалась длинная очередь из добровольцев, конец которой доходил до Соборной площади. В начале войны из блокадного Ленинграда в Канск прибыл эвакуированный Дом ребёнка. В августе состоялся пленум горкома партии, на котором обсуждался вопрос о работе промышленных предприятий в интересах фронта. В эти годы Канск вошёл в число городов, которые должны принять промышленные предприятия с европейской части страны. С осени 1941 года на станцию стали прибывать эшелоны с оборудованием эвакуированных Озёрского хлопчато-бумажного комбината из Подмосковья и Ленинградской фабрики «Красная нить». Уже в первые месяцы войны в город прибыли эвакуированные жители.
Город продолжал отправлять на фронт людей, лошадей, автомобили, тёплые вещи. В Канске размещались эвакуационные госпитали — 10 госпиталей на 8 тысяч коек.
В 1942 году в город прибыло оборудование с Одесской табачно-махорочной фабрики, был построен гидролизный завод, производящий спирт. На предприятиях были созданы подсобные хозяйства, обеспечивающие фронт овощами. В 1943 году план на заводах перевыполнялся. Шло строительство хлопчатобумажного комбината, заканчивалось восстановление мелькомбината, расширялась ТЭЦ, строился юфтевый завод, вторая очередь гидролизного завода. В 1944 году вновь был открыт драматический театр. Многие участники войны, связанные с Канском, были удостоены звания Герой Советского Союза.

### Послевоенные годы
В 1949 году началось строительство литейно-механического завода для нужд предприятий лесной промышленности.
В 1950 году начал работу гидролизный техникум, по улице Московской была посажена аллея. Возобновилось мощение улиц, прокладывались деревянные тротуары. В 1951 году литейно-механический завод стал изготавливать сложную химическую аппаратуру, узлы и детали бумагоделательных машин, секционные транспортёры с редукторами собственной конструкции. Началось асфальтирование улиц и тротуаров. В 1955 году был создан строительный трест № 143. В 1956 году часть промышленных артелей города стали закрываться, другая часть — входить в состав предприятий. В 1957 году на Соборной площади был открыт мемориал памяти Н. И. Коростелёву и другим борцам за советскую власть. В 1958 году был реконструирован автомобильный мост, установлена воздушная связь с Красноярском. В 1959 году был создан трест «Канскпромжилстрой».
В августе 1960 года город пережил серьёзное наводнение, принёсшее многомиллионные убытки. Была электрифицирована железная дорога. К 1962 году в Канске насчитывалось 27 общеобразовательных школ с количеством учащихся 14696 человек; 6 средних специальных учебных заведений. В городе 8 больнично-поликлинических объединений с 855 койками, действует костно-туберкулёзный санаторий краевого значения. В 1963 году ряд предприятий табачная фабрика, ликёроводочный и пивоваренный заводы и горпищекомбинат объединились в единую фирму — горпищеобъединение. Сданы в эксплуатацию водоочистные сооружения.
К середине 1960-х Канск стал значительным индустриальным центром Красноярского края. Он давал 9 % валовой продукции, производимой в крае. По причине того, что город специализируется на разных отраслях промышленности, он имеет сложную промышленную структуру. Ведущие отрасли промышленности — лёгкая, пищевая, деревообрабатывающая и лесохимическая. К этому времени хлопчатобумажный комбинат выработал около 83 млн метров готовых и около 27 млн метров шёлковых тканей. Лесозавод выпустил 353 тысяч кубометров пиломатериалов.
К этому периоду Канск превратился в крупный транспортный узел на востоке края. Через него проходит Транссибирская магистраль с двумя железнодорожными станциями — Канск-Енисейский и Кан-2. Через город проходят: Московский тракт, Тасеевский тракт, дорога Канск—Абан, Ирбейский тракт.
Канск — важный центр воздушных сообщений. Здесь расположены два аэропорта гражданского назначения — Канск-Центральный и Канск-Восточный, которые связывают город c Красноярском, Тасеево, Абаном, Богучанами и другими районным центрами региона.
В 1966 году литейно-механический завод был перепрофилирован в завод бумагоделательного оборудования. За послевоенные годы был построен ряд типовых школ: 2, 6, 8, 11, 17, 18, 19, 20, 21. 22, 23, школа-интернат и вспомогательная школа-интернат, работал 41 детский сад. В 1968 году открылась художественная школа.
К концу 1960-х годов в Канске имелось 4 кинотеатра: Кайтым, Космос, Север, Восход; 23 киноустановки; городской драматический театр; парк культуры и отдыха, 12 профсоюзных клубов, краеведческий музей, 44 библиотеки: 5 городских, 22 профсоюзных и 17 ведомственных.
В 1974 году построен городской дом культуры. В 1979 году вошёл в строй завод лёгких металлоконструкций «Маяк».
В 1981 году на базе лесозавода был создан Канский лесопромышленный комплекс. С 1983 года начинается строительство девятиэтажных домов. С 1986 года начинается присвоение званий «Почётный гражданин города Канска». В 1989 году образована городская телекомпания «Канск 5 канал».
В 1986 году город был награждён орденом «Знак Почёта».
Начиная с 1990-х годов город переживал не лучшие времена. Полки городских магазинов пустовали, был дефицит продуктов. Страна и город переживали экономический кризис. Бюджетным организациям не выдавали зарплат по полгода. Тогда ещё продолжают функционировать кожевенный завод, завод «Эмальпосуда», завод бумагоделательного оборудования, обувная, кондитерская и табачная фабрики. В 1995 году был открыт Мемориал памяти погибшим в Великой Отечественной войне. Канскому ХБК был предъявлен штраф на сумму в 50 млрд рублей. В городе проходят забастовки работников образования, идут сокращения работников на деревообрабатывающих и пищевых предприятиях. В 1996 году Канская нефтебаза вошла в состав филиала «Восточный» ОАО «Красноярскнефтепродукт».
В 1998 году в городе проведён Кубок России по биатлону. Канск принимал спортсменов из Мурманска, Красноярска, Новосибирска, Томска, Читы, Хабаровска и Алтайского края.
В течение всего 1999 года проходят забастовки и пикетирование. Медицинские работники, педагоги и работники культуры простаивают часами у здания Администрации. Основная причина — многомесячные задержки заработной платы. Реставрируется Свято-Троицкий собор.

### Планы развития города
В 1975 году институтом Гипрогором был разработан генеральный план города на население 300 тыс. чел. к 2000 году, в том числе на 1985 год — 160 тыс. человек. Для развития города рассматривались три группы площадок. Первую группу представляют площадки, расположенные в левобережной части города, отличающиеся наиболее благоприятными условиями освоения как планировочными, так и инфраструктурными. Площадки второй группы расположены на высоких отметках правого берега и планировочно удалены от сложившегося центра города, но имеют хорошие связи с промышленными районами правобережья. Третью группу площадок представляют площадки удалённые от существующего города, рассматривающиеся как варианты выноса города из зоны влияния спецпредприятия. В рамках сроков генерального плана началось освоение площадок первых двух групп с размещением жилья, в основном, в центральном планировочном районе (58 %) и правобережном (36,3 %).
В центральной части города между улицами Москвина и Некрасова строятся микрорайоны 1, 3 и 4. На правобережье согласно предложениям генерального плана строятся многоэтажные микрорайоны: «Северный», «Северный-2», «Предмостная площадь», «Северо-Западный», «МЖК». Малоэтажное строительство ведётся в микрорайонах «Сосновый» (северная часть), «Луговой» (западная часть), «Стрижевой», «Белая горка», «Смоленский» (восточная часть), «Южный».
Однако до конца реализовать эти планы не удалось, даже первую очередь (население города на 1985 год составило только 106 тыс. чел.).
Герб города
Исторический герб города был утверждён  (20) декабря 1855 года. Щит разделён на две равные части, в верхней изображён Енисейский герб, а в нижней, на зелёном поле, золотой ржаной сноп. Щит украшен золотой городской короною. 15 декабря 2010 года был утверждён герб муниципального образования город Канск, исчез знак Енисейской губернии, остался ржаной сноп на зелёном фоне щита, герб украшен золотой короной.
Место ссылки
Неоднократно посещали город декабристы В. Н Соловьёв, Д. А. Щепин-Ростовский, К. Г. Ингельстром, П. Н. Фаленберг.
В Канске в ссылке жили:
- декабрист А. Е. Мозалевский — умер в Канске, похоронен летом 1851 года в Спасском соборе.
- участники польского восстания 1863 года Н. Н. Освальд, Н. А. Беневоленский, В. Левандовский и др.;
- соратники Н. Г. Чернышевского Н. Серно-Соловьевич, Ю. Шленкер, Ю. Ройтынский и др.;
- член «Северного союза русских рабочих» П. А. Моисеенко (1880—1883);
- член благоевской группы Н. А. Герасимов (1889—1892);
- марксисты В. П. Арцыбушев (1891—1894), М. А. Сильвин, Ф. В. Ленгник (1900—1902), Ф. Э. Дзержинский (1909), Е. Д. Стасова, С. С. Спандарян (1913), Н. Н, и Е. А. Панины (1903—1904), Г. А. Усиевич (1911—1914), И. И. Шварц (с 1914 года);
- участники революции 1905—1907 годов И. Б. Присягин, Н. И. Коростелёв (1913—1918).

В 1912 году в Канске числилось пятьдесят пять человек ссыльных.
В 1931 году в Канске находилась в ссылке дочь Ивана Николаевича Крамского художница Софья Юнкер-Крамская.
Во время репрессий 1937—1938 г.г. в городе проживало немало ссыльных, имевших очень высокий интеллектуальный, образовательный и профессиональный уровень. Например, брат народного художника СССР Мартироса Сарьяна Н. П. Сариев преподавал в детской музыкальной школе во времена, когда её возглавляла заслуженный работник культуры РСФСР Л. П. Крючкова. Именно её заслугой было признание школы образцовой в Красноярском крае.

## Население
| 1724     | 1782     | 1823     | 1856     | 1861     | 1897     | 1917     | 1926     | 1931     | 1939     |
| -------- | -------- | -------- | -------- | -------- | -------- | -------- | -------- | -------- | -------- |
| 250      | ↗600     | ↗1112    | ↗2000    | ↗2486    | ↗7537    | ↗15 032  | ↗19 000  | ↗24 600  | ↗41 584  |
| 1956     | 1959     | 1962     | 1967     | 1970     | 1973     | 1975     | 1976     | 1979     | 1982     |
| ↗61 000  | ↗82 662  | ↗90 000  | ↗91 000  | ↗94 680  | ↗95 000  | ↗98 000  | →98 000  | ↗100 558 | ↗101 000 |
| 1985     | 1986     | 1987     | 1989     | 1990     | 1991     | 1992     | 1993     | 1994     | 1995     |
| ↗106 000 | →106 000 | ↗108 000 | ↗109 607 | ↗110 000 | →110 000 | →110 000 | →110 000 | →110 000 | →110 000 |
| 1996     | 1997     | 1998     | 1999     | 2000     | 2001     | 2002     | 2003     | 2004     | 2005     |
| ↘109 000 | ↘108 000 | →108 000 | ↘107 500 | ↘107 400 | ↗108 100 | ↘103 000 | →103 000 | ↘102 200 | ↘102 000 |
| 2006     | 2007     | 2008     | 2009     | 2010     | 2011     | 2012     | 2013     | 2014     | 2015     |
| ↘101 600 | ↘100 300 | ↗100 453 | ↘97 320  | ↘94 226  | ↘94 042  | ↘93 060  | ↘92 575  | ↘92 142  | ↘91 658  |
| 2016     | 2017     | 2018     | 2019     | 2020     | 2021     | 2025     |          |          |          |
| ↘91 018  | ↘90 231  | ↘89 508  | ↘89 111  | ↘88 917  | ↘86 816  | ↘85 182  |          |          |          |

На 1 января 2025 года по численности населения город находился на 193-м месте из 1124 городов Российской Федерации. Четвёртый по численности населения город Красноярского края — после Красноярска (1 211 756), Норильска (175 773) и Ачинска (99 048).

## Местное самоуправлениеКанский городской Совет депутатов
Дата избрания: 13.09.2020. Срок полномочий: 5 лет.
Председатель городского совета народных депутатов
- 1989—1991 — Бойко Анатолий Алексеевич
- 2009—2019 — Береснев Андрей Михайлович
- 2020—по настоящее время — Владимир Эдуардович Поляков

Председатель исполнительного комитета городского совета
- 1989—1992 — Пилягин Александр Александрович

Главы Города
- 1992—1996 — Петрин Виктор Романович
- 1996—1999 — Сазонов Сергей Александрович
- с 4 апреля 2000 года — Гуров Сергей Николаевич[73].
- с 2 марта 2008 года — Сидельников Андрей Геннадьевич
- с 4 марта 2012 года по 14 ноября 2018 года — Качан Надежда Николаевна
- с 14 ноября 2018 года по 14 января 2019 года — исполняющий обязанности главы города Канска Пётр Николаевич Иванец
- с 14 января 2019 года по 16 мая 2024 года — Береснев Андрей Михайлович[74] (6 февраля 2024 года был переизбран на второй пятилетний срок[75]).
- с 16 мая 2024 года по 22 июля 2024 года — исполняющая обязанности главы города Канска Елена Николаевна Лифанская
- с 22 июля 2024 года по настоящее время — Витман Ольга Викторовна

## Физико-географическая характеристика

### Климат
- Среднегодовая температура воздуха — 0,3 °C
- Относительная влажность воздуха — 70,3 %
- Средняя скорость ветра — 3,0 м/с

| Показатель                    | Янв.  | Фев.  | Март  | Апр.  | Май  | Июнь | Июль | Авг. | Сен. | Окт. | Нояб. | Дек.  | Год   |
| ----------------------------- | ----- | ----- | ----- | ----- | ---- | ---- | ---- | ---- | ---- | ---- | ----- | ----- | ----- |
| Абсолютный максимум, °C       | 5,5   | 10    | 19,2  | 28,6  | 34,2 | 36,1 | 39,2 | 38   | 31,8 | 25   | 15    | 6,2   | 39,2  |
| Средний суточный максимум, °C | −16   | −13,1 | −3    | 6,9   | 15,5 | 22,3 | 24,9 | 21,6 | 14,6 | 5,5  | −5,5  | −13,8 | 5,1   |
| Средняя температура, °C       | −20,2 | −18,4 | −8,8  | 1,5   | 9,4  | 16,1 | 18,9 | 15,5 | 8,6  | 0,5  | −9,4  | −17,7 | 0,3   |
| Средний суточный минимум, °C  | −25,4 | −24,7 | −15,6 | −4,5  | 2,2  | 8,7  | 12,1 | 9    | 2,7  | −4,2 | −14,3 | −23   | −6,4  |
| Абсолютный минимум, °C        | −49,6 | −47,8 | −46,1 | −29,1 | −8   | −3,5 | 0,1  | −3,4 | −13  | −32  | −39   | −48,9 | −49,6 |
| Норма осадков, мм             | 22,2  | 11,4  | 26,1  | 20,8  | 30,9 | 47,9 | 64,9 | 57,1 | 39,5 | 31   | 29    | 17,6  | 398   |
| Источник: WeatherBase         |       |       |       |       |      |      |      |      |      |      |       |       |       |

### Часовой пояс
Город Канск находится в часовой зоне МСК+4. Смещение применяемого времени относительно UTC составляет +7:00.

## Промышленность
В 2015 году предприятия города произвели продукции на 2,65 миллиарда рублей. Одна из основных отраслей промышленности — переработка леса. В 2015 году в городе и Канском районе переработкой леса занимались 97 юридических лиц.
Крупные предприятия:
- ООО «Фирма КОМСТРОЙЭКСПОЦЕНТР»
- Канский ликёро-водочный завод (в настоящее время остановлен)[78]
- Канский комбинат строительных конструкций
- АО «Канская ТЭЦ» — входит в группу ООО «СГК»
- Завод лёгких металлоконструкций ООО КЗЛМК «МАЯК»
- «Сегмент» (бывший литейно-механический завод, затем — завод бумагоделательного оборудования, позднее «Буммаш»)[79],
- «Канпласт» завод по производству полимерных упаковочных материалов

## Транспорт и оборона
В качестве городского транспорта используются маршрутные автобусы.
Важный железнодорожный узел на Транссибе — станция Канск-Енисейский.
Через город проходит автомагистраль Р255
В городе есть аэродром — авиабаза ВКС РФ Канск (Дальний) расположена неподалёку от Чечеула.
До 2007 года в Канске размещалась 23-я ракетная дивизия, вооружённая 45 ПУ РТ-2ПМ «Тополь».

## Образование
В настоящее время в Канске работают:
- 17 школ, 2 гимназии и 1 лицей, 1 кадетский корпус,
- художественная школа,
- 2 музыкальные школы,
- Канский медицинский техникум,
- Канский педагогический колледж (ранее — Канское педагогическое училище)[80],
- Канский политехнический колледж[81],
- Канский технологический колледж[82].
- Канский библиотечный колледж (ранее — Красноярский краевой библиотечный техникум)[83],
- Канский техникум отраслевых технологий и сельского хозяйства.
- ЦЕНТР ДЕТСКОГО ТЕХНИЧЕСКОГО ТВОРЧЕСТВА

## Средства массовой информации
В городе вещает шесть телеканалов в аналоговом формате, 20 телеканала цифрового мультиплекса, три радиостанции и вещает 14 радиостанций, в том числе Радио Искатель (88.7 FM), «Авторадио» (91.0 FM), «Радио Дача» (100.9 FM), «Радио Шансон» (101.6 FM), «Радио ENERGY (NRJ)» (102.2 FM и 106.1 FM) «Радио России / ГТРК Красноярск» (102.7 FM), «Европа Плюс» (103.1 FM), «Дорожное радио» (103.7 FM), «Радио МИР» (104.8 FM), «Ретро FM» (105.7 FM), «Русское радио» (106.5 FM), «Юмор FM» (107.3 FM), «Love Radio» (107.9 FM).
До 2020 года издавалась «Сегодняшняя газета — Канск». В настоящее время единственное канское печатное СМИ — это государственная газета «Канские ведомости», тираж каждого номера которой в 2023 году составляет 8000 экземпляров (выходит раз в неделю по средам).
В городе вещают три местных телеканала — это «Пятый Канал» и «Твой Канский (Лимон ТВ)» (выкладывают свои новости на Youtube-каналы) и Твой Канский (вещает 24 часа в сутки и показывает программы Лимон ТВ)

## Культура
С 2002 года в городе проводится Международный канский видеофестиваль.
Работает Канский драматический театр, так же имеется Городской дом культуры, молодёжный центр, филиал Городского Дома Культуры «Строитель».
В городе работает две детских музыкальных школы. Одной из школ руководила Заслуженный работник культуры РСФСР Лариса Петровна Крючкова, окончившая красноярское музыкальное училище по классу преподавателя Година, являвшегося учеником выдающегося русского тенора П. И. Словцова — уроженца канской земли.
Музеи
Канский краеведческий музей был открыт в 1922 году. До 1990 года размещался в здании Свято-Троицкого собора. В настоящее время размещается в отреставрированном здании первого в Канске кинотеатра «Фурор».
В городе имеется ЦБС г. Канска (централизованная библиотечная система), в состав которой входят 11 библиотек: ЦГБ им. А. П. Чехова, Центральная детская библиотека, городская библиотека им. А. и Б. Стругацких, библиотека — филиал № 2, библиотека-филиал № 3, молодёжная библиотека, Городская библиотека им. Ю. Р. Кисловского, библиотека-филиал № 8, библиотека-филиал № 12, детская библиотека-филиал № 7, детская библиотека-филиал № 11.

## Развлечения и отдых
В Канске работают: кинотеатр «Космос», на его базе кофейня «Кофемания», молодёжный центр «Восход», боулинг-клуб «Дикий запад», ресторан русской кухни «Маруся», ресторан «Перчини», ресторан немецкой кухни «Фрау Мария», гостиница «Сибирь», гостиница «Атлантида», гостиница «Юг», гостиница «Канны», гостиница «1000 и 1 ночь», ТРЦ «Порт-Артур», кемпинг «Медведь» (на базе кемпинга гостиница, кафе, банкетный зал), ресторан «Канны», детский парк «Портлэнд»
В Канске весь зимний сезон работает горнолыжная база.
В 2011 году был открыт спортивный комплекс «Дельфин» на улице Горького.
С 13 декабря 2021 года открыт новый спортивный объект — «Восток Арена», крытый ледовый каток.

## Известные горожане
В Канске родился и провел бо́льшую часть жизни актер Андрей Неретин, получивший большую известность благодаря роли Виталия Наливкина.

## Города-побратимы
- Полоцк, Беларусь[84].